# Nicholas Sickles

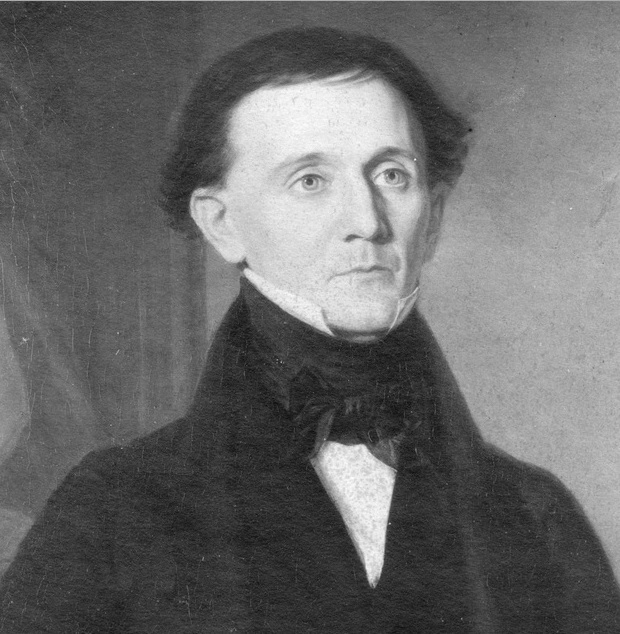
Nicholas Sickles

Nicholas Sickles (* 11. September 1801 in Kinderhook, New York; † 13. Mai 1845 in Kingston, New York) war ein US-amerikanischer Jurist und Politiker. Zwischen 1835 und 1837 vertrat er den Bundesstaat New York im US-Repräsentantenhaus.

## Werdegang
Nicholas Sickles wurde Anfang des 19. Jahrhunderts in Kinderhook geboren. Er besuchte Privatschulen und die Kinderhook Academy. Sickles studierte Jura, bekam 1823 seine Zulassung als Anwalt und begann dann in Kingston zu praktizieren. Politisch gehörte er der Jacksonian-Fraktion an. Bei den Kongresswahlen des Jahres 1834 für den 24. Kongress wurde Sickles im siebten Wahlbezirk von New York in das US-Repräsentantenhaus in Washington, D.C. gewählt, wo er am 4. März 1835 die Nachfolge von Charles Bodle antrat. Da er auf eine erneute Kandidatur im Jahr 1836 verzichtete, schied er nach dem 3. März 1837 aus dem Kongress aus. Nach seiner Kongresszeit war er in den Jahren 1836 und 1837 Staatsanwalt (prosecuting attorney) in Ulster County. Er war vom 1. Januar 1844 bis zu seinem Tod am 13. Mai 1845 in Kingston als Vormundschafts- und Nachlassrichter (surrogate) in Ulster County tätig. Sein Leichnam wurde dann auf dem Houghtaling Burying Ground beigesetzt.